# 김은선 (지휘자)
김은선(1980년 ~ )은 대한민국의 지휘자이다. 2019년 미국 샌프란시스코오페라(SFO)의 음악감독에 임명됐다.

## 학력
- 1999년 ~ 2003년 : 연세대학교 작곡과 학사
- 2003년 ~ 2005년 : 연세대학교 대학원 지휘과 석사
- 2005년 ~ 2008년 : 슈투트가르트국립음악대학교 지휘과 최고연주자과정

## 경력
- 2008년 ~ 2010년 : 스페인 왕립극장 부지휘자
- 2019년 1월 ~ : 휴스턴 그랜드 오페라 수석 객원지휘자